# Hatalageri, Gadag
Hatalageri là một làng thuộc tehsil Gadag, huyện Gadag, bang Karnataka, Ấn Độ.